# Фарм Луп (Аљаска)
Фарм Луп (енгл. Farm Loop) насељено је место без административног статуса у америчкој савезној држави Аљаска.

## Демографија
По попису из 2010. године број становника је 1.028, што је 39 (-3,7%) становника мање него 2000. године.
| Група             | 2000.       | 2010.       |
| Белци             | 977 (91,6%) | 906 (88,1%) |
| Афроамериканци    | 3 (0,3%)    | 8 (0,8%)    |
| Азијати           | 3 (0,3%)    | 9 (0,9%)    |
| Хиспаноамериканци | 26 (2,4%)   | 20 (1,9%)   |
| Укупно            | 1.067       | 1.028       |